# Hyphodontia ovispora
Hyphodontia ovispora är en svampart som först beskrevs av Corner, och fick sitt nu gällande namn av T. Hatt. 2003. Hyphodontia ovispora ingår i släktet Hyphodontia och familjen Schizoporaceae.   Inga underarter finns listade i Catalogue of Life.